# مستقل (سياسة)
سياسيون مستقلون هم غير الحزبيين والذين يخوضون الانتخابات المحليّة أو التشريعيّة أو الرئاسيّة باسمهم الشخصي وبرنامج خاص بهم دون أن يكون لهم أي صفة حزبية. غالبًا، ما يكون المستقلون ذوي حيثية في دائرة ترشحهم، كونهم من العائلات ذات النفوذ أو رجال الأعمال. تكثر ترشيحات المستقلين في البلدان النامية حيث لا يوجد شعبية واسعة للعمل الحزبي أو يحصر العمل الحزبي في المدن الكبرى دونًا عن الريف.
في بعض الأحيان، قيد يتحالف أحد الأحزاب مع مرشحين مستقلين ويشكلون قائمة واحدة بحيث ينال كل منهما أصوات كليهما دون أن يلتزم المرشح المستقل بالبرنامج الانتخابي للقائمة التي شارك فيها. عادة، فإنّ المستقلين يصوتون مع أكبر كتلة حزبية، وفي بعض الأحيان يتحالفون مع أحزاب معارضة، وفي كثير من البرلمانات ينظم المستقلون كتلة واحدة تمثلهم أو مجموعة كتل لتسهيل عملية تشكيل الائتلافات الحاكمة في الأنظمة الجمهورية البرلمانية. بكل الأحوال، يمكن للنائب بعد انتخابه أن يحول صفته من حزبي إلى مستقل أو العكس دون وجود قيود قانونية تمنع ذلك.
بعض الدول مثل إسرائيل تمنع الترشح كمستقل في انتخابات الكنيست وتوجب إشهار الأحزاب والترشح على أساسها. في مصر يعتمد نظام مزدوج ينتخب جزء من البرلمان على أساس قوائم تتنافس عليها الأحزاب وجزء آخر على أساس فردي تتنافس عليه كلاً من الأحزاب والمستقلين. في سوريا خلال عهد الجمهورية الأولى كان المستقلون على الدوام يشكلون أكبر كتلة برلمانية وفي عهد الجمهورية الثانية خصصت ثلث مقاعد البرلمان للمستقلين، غير أنهم عمومًا من المقربين لأحزاب الجبهة الوطنية التقدمية لا يشكلون أمامها أي معارضة.

## الأمريكيتان

### البرازيل
لا يُسمح للسياسيين المستقلين بالترشح لمنصب في البرازيل. ينصّ دستور عام 1988م في المادة 14 الفقرة 3 البند الخامس، على أن «شروط الأهلية: الانتماء إلى حزب». ومع ذلك، فإن تعديل الاقتراح على الدستور (بي إي سي) رقم 6/2015، الذي وضعه السيناتور المستقل خوسيه ريجوف يسمح بالترشيح المستقل للأفراد الذين يحظون بتأييد 1% على الأقل من الناخبين القادرين على التصويت في المنطقة (المدينة أو الولاية أو الدولة، اعتمادًا على الانتخابات) التي يترشح فيها المرشح. حاليًا، يمكن لأعضاء المجلس التشريعي مغادرة أحزابهم بعد انتخابهم، مثل حالة السيناتور ريجوف، الذي ترك حزب العمال الديمقراطي (بي دي تي) عام 2016.

### كندا

#### السياسة الفيدرالية
في السياسة الفيدرالية الكندية، يُسمح لكل من أعضاء مجلس العموم ومجلس الشيوخ بتولي مناصبهم دون أن يكونوا أعضاء في حزب سياسي. يمتلك المرشحون في الانتخابات الفيدرالية الذين لا ينتمون إلى حزب خياران: مستقل أو عديم الانتماء. في الحالة الأولى، تظهر أسمائهم في الاقتراع مسبوقة بلقب «مستقل»؛ أما في الحالة الثانية، تظهر أسمائهم فقط بدون أي لقب. ومع ذلك، فإن الخيارين متساويان بخلاف ذلك.

#### مجلس العموم
خلال البرلمانات الكندية الأولى، من المعروف أن الافتقار إلى الهوية السياسية المتماسكة بين الأحزاب الليبرالية والمحافظة أدى إلى إظهار أعضاء البرلمان بشكل مستقل بعيدًا عن حزبهم من خلال التصويت بما يتماشى مع المعارضة. بشكل عام، كانت القضايا التي تسببت في تصرف هؤلاء النواب بشكل مستقل دينية بطبيعتها. بدأت هذه التوترات بالتلاشي على مدار البرلمانات الكندية العشرة الأولى بعد أن بدأت الأحزاب السياسية الرئيسية في تشكيل هويات ثابتة لها وبدأ النواب بالانضمام إلى الأحزاب التي يعرفونها عن كثب والتي تشارك قيمهم الأساسية. هذا بدوره قد عزز من التماسك بين الأحزاب والنواب وقلّل من أسباب ودوافع عمل النواب بشكل مستقل.
في القرن الحادي والعشرين، يعتبر معظم المراقبين مجلس العموم الكندي أن لديه انضباطًا حزبيًا عاليًا بشكل لا يصدق. يختار قلة من النواب التصويت ضد الموقف الرسمي لحزبهم من أي تشريع معين. بين عامي 2011م و 2013م - أول عامين من البرلمان الكندي الحادي والأربعين بعد الانتخابات الفيدرالية الكندية لعام 2011 - صوّت الأعضاء المنتخبون في حزب المحافظين الحاكم كمجموعة موحدة على 76% من جميع الأصوات، بينما فعل أعضاء الحزب الليبرالي ذلك بنسبة 90% من جميع الأصوات، وأيضًا أعضاء الحزب الديمقراطي الجديد بنسبة 100% من الأصوات. زادت هذه الوحدة في السنوات اللاحقة، مثلما هو الحال في البرلمان الثاني والأربعين بعد انتخابات عام 2015 إذ صوّت النواب الليبراليون الحاكمون بشكل متطابق على 99,6% من جميع الأصوات ونواب المحافظين على 99,5% ونواب الحزب الوطني الديمقراطي على 99,8%. بفضل هذا الانضباط الحزبي القوي، فإنه لمن غير المألوف رؤية السياسيين المنتمين إلى أي من الأحزاب السياسية الرئيسية يتصرفون بشكل مستقل بعيدًا عن حزبهم.
على الرغم من أنه من المقبول أن يعمل السياسيون كنواب مستقلين، إلا أن أولئك الذين يحاولون الترشح على هذا النحو غالبًا ما يكافحون من أجل انتخابهم دون الوصول إلى موارد الأحزاب الرئيسية. نتيجةً لذلك، نادرًا ما يوجد أكثر من نائب أو نائبين مستقلين داخل البرلمانات الكندية الحديثة إذ يتم انتخاب العديد ممن يختارون ذلك في البداية كجزء من حزب رئيسي قبل مغادرتهم بشكل طوعي أو عزلهم. اعتبارًا من عام 2022 في البرلمان الكندي الرابع والأربعين، يضم مجلس العموم عضوًا مستقلًا واحدًا فقط: كيفن فونغ، من دائرة أونتاريو الانتخابية أو من سبادينا - فورت يورك. خاض فونغ حملته الانتخابية في الأصل كعضو في الحزب الليبرالي خلال الانتخابات الفيدرالية لعام 2021، لكنه طُرد من الحزب قبل يومين من نهاية التصويت بسبب الجدل الدائر حول مزاعم عن تورطه في اعتداءات جنسية سابقة. على الرغم من إقالته من الحزب الليبرالي، فاز فونغ في الانتخابات الخاصة بدائرته واختار الاحتفاظ بمقعده كمستقل، على الرغم من أن هذا القرار قوبل بالجدل بسبب أن العديد من الناخبين لم يعلموا بإقالته قبل الإدلاء بأصواتهم.
في بعض الأحيان، كان للسياسيين المستقلين نفوذ كبير في مجلس العموم الكندي في السنوات الأخيرة إذ كانت كندا تحكمها حكومات أقلية متعاقبة (خمس من سبع حكومات تم تشكيلها منذ الانتخابات الفيدرالية لعام 2004) مع نواب مستقلين يتشاركون أحيانًا في ميزان القوى.
- في عام 2004، تم انتخاب تشاك كادمان لعضوية مجلس النواب كنائب مستقل يمثل كولومبيا البريطانية عن دائرة ساري نورث الانتخابية. كان كادمان يمثل نفس الدائرة كعضو في التحالف الإصلاحي الكندي منذ عام 1997. سعى كادمان للحصول على ترشيح لحزب المحافظين المعاد إنشاؤه لكنه لم ينجح. توفي وهو يزاول عمله في نفس المنصب عام 2005.
- تم انتخاب المستقل أندريه آرثر في كيبيك عن دائرة بورتنوف - جاك كارتييه الانتخابية في الانتخابات الفيدرالية لعام 2006، وكان المستقل الوحيد الذي فاز بمقعد في تلك الانتخابات؛ أعيد انتخابه في الانتخابات الفيدرالية لعام 2008. خسر آرثر مقعده في النهاية عام 2011.
- تم طرد بيل كيسي، النائب عن دائرة نوفا سكوشا في كمبرلاند - كولشيستر - وادي موسكودوبويت الانتخابية من حزب المحافظين لتصويته ضد ميزانية عام 2007. ثم ترشح كمستقل في عام 2008 واحتفظ بمقعده. استقال كيسي من مجلس العموم في عام 2009 ولكن تم انتخابه مجددًا لنفس الدائرة ثم عن دائرة كمبرلاند - كولشيستر كليبرالي في عام 2015. تولّى منصبه في مجلس النواب للبرلمان الثاني والأربعين ولم يسعى لإعادة انتخابه مجددًا لعام 2019.
- في عام 2019، ترشحت النائبة جودي ويلسون رايبولد كمرشحة مستقلة عن دائرة فانكوفر جرانفيل بعد طردها من الحكومة والحزب الليبرالي بسبب فضيحة سياسية (إس إن سي). أعيدت ويلسون إلى البرلمان بنسبة 32% من الأصوات. بعد جلوسها كعضو مستقل في البرلمان الثالث والأربعين، لم تسعى ويلسون مجددًا لإعادة انتخابها لعام 2021.